# Bohemistyka (czasopismo)
Czasopismo „Bohemistyka" – czasopismo literaturoznawczo-językoznawcze, wydawane przez Instytut Filologii Słowiańskiej Uniwersytetu im. Adama Mickiewicza w Poznaniu. Ukazuje się od 2001 roku jako kwartalnik, pod redakcją profesora Mieczysława Balowskiego. Omawia problemy badawczo-naukowe w dziedzinie literaturoznawstwa oraz językoznawstwa czeskiego. Znajduje się tam także dział recenzji poświęcony czeskiemu oraz polskiemu rynkowi wydawniczemu, a także dział kronikarski, który informuje o bohemistyce na świecie czy też o konferencjach naukowych.